# Los Angeles Clippers 1993-1994
La stagione 1993-94 dei Los Angeles Clippers fu la 24ª nella NBA per la franchigia.
I Los Angeles Clippers arrivarono settimi nella Pacific Division della Western Conference con un record di 27-55, non qualificandosi per i play-off.

## Roster
| N° | Naz.                   | Ruolo | Sportivo          | Anno | Alt. | Peso |
| -- | ---------------------- | ----- | ----------------- | ---- | ---- | ---- |
| 3  | Stati Uniti (bandiera) | AC    | Tom Tolbert       | 1965 | 201  | 107  |
| 4  | Stati Uniti (bandiera) | GA    | Ron Harper        | 1964 | 198  | 84   |
| 5  | Stati Uniti (bandiera) | AC    | Danny Manning     | 1966 | 208  | 104  |
| 7  | Stati Uniti (bandiera) | GA    | Mark Aguirre      | 1959 | 198  | 105  |
| 13 | Stati Uniti (bandiera) | G     | Mark Jackson      | 1965 | 185  | 82   |
| 14 | Stati Uniti (bandiera) | G     | Randy Woods       | 1970 | 178  | 84   |
| 21 | Stati Uniti (bandiera) | GA    | Dominique Wilkins | 1960 | 201  | 91   |
| 23 | Stati Uniti (bandiera) | G     | Gary Grant        | 1965 | 191  | 84   |
| 24 | Stati Uniti (bandiera) | G     | Terry Dehere      | 1971 | 188  | 86   |
| 27 | Stati Uniti (bandiera) | C     | Elmore Spencer    | 1969 | 213  | 122  |
| 30 | Stati Uniti (bandiera) | G     | Harold Ellis      | 1970 | 196  | 91   |
| 34 | Stati Uniti (bandiera) | AC    | John Williams     | 1966 | 203  | 104  |
| 35 | Stati Uniti (bandiera) | A     | Loy Vaught        | 1968 | 206  | 104  |
| 42 | Stati Uniti (bandiera) | C     | Bob Martin        | 1969 | 213  | 113  |
| 45 | Stati Uniti (bandiera) | A     | Bo Outlaw         | 1971 | 203  | 95   |
| 51 | Stati Uniti (bandiera) | A     | Henry James       | 1965 | 203  | 100  |
| 53 | Stati Uniti (bandiera) | C     | Stanley Roberts   | 1970 | 213  | 129  |

## Staff tecnico
- Allenatore: Bob Weiss
- Vice-allenatori: Johnny Davis, Bob Ociepka, Dave Wohl
- Preparatore atletico: Keith Jones